# Kosi hitac
Kosi hitac je složeno ili krivocrtno gibanje nastalo kada vektor početne brzine izbačenog tijela (obično projektil) zatvara oštri kut prema vodoravnoj ravnini. Putanja tijela ima oblik parabole s tjemenom na vrhu. Na izbačeno tijelo djeluje vektor kose početne brzine te ubrzanje zemljine sile teže.
Hitac je izbačaj tijela u prostor i složeno gibanje koje nastane kada na izbačeno tijelo djeluje sila teža. Ovisno o smjeru vektora početne brzine prema sili teži, hitac može biti horizontalni ili vodoravni (gibanje materijalne točke koja je izbačena vodoravno u polju sile teže), okomiti (gibanje materijalne točke koja je izbačena u polju sile teže okomito prema gore ili prema dolje) i kosi (gibanje materijalne točke koja je izbačena u polju sile teže pod oštrim kutom prema vodoravnoj ravnini). Ako je otpor zraka zanemariv, putanja gibanja je parabola.

## Putanja
Kod kosog hica gibanje je složeno. Takvo gibanje izvodi svako tijelo bačeno početnom brzinom v0, pod nekim kutem α prema vodoravnoj ravnini, koji se zove elevacijski kut. Kada na projektil, koji smatramo materijalnom točkom, a koji se izbaci iz nekog oružja, ne bi djelovala sila teža i otpor zraka, on bi se gibao pravocrtno i jednoliko. Radi lakšeg računanja kosu početnu brzinu v0 rastavljamo na okomitu brzinu vy i vodoravnu brzinu vx. Vodoravna brzina određuje udaljenost koju tijelo pređe na tlu, dok okomita brzina određuje visinu na koju će tijelo dospjeti.
{\displaystyle v_{x}=v_{0}\cdot \cos \alpha }
{\displaystyle v_{y}=v_{0}\cdot \sin \alpha -g\cdot t}
Vrijeme i put potrebni da tijelo dođe do tjemena parabole jednaki su vremenu i putu koji su potrebni tijelu da padne na tlo. Kosi hitac u bezzračnom prostoru opisujemo jednadžbama:
{\displaystyle x=(v_{0}\cdot \cos \alpha )\cdot t}
{\displaystyle y=(v_{0}\cdot \sin \alpha )\cdot t-g\cdot {\frac {t^{2}}{2}}}
Okomiti hitac i vodoravni hitac su posebni slučajevi kosog hica. Izračunamo li t iz prve jednadžbe i uvrstimo u drugu, dobit ćemo jednadžbu kosog hica, to jest parabole:
{\displaystyle y=x\cdot \tan \alpha -{\frac {g}{2}}\cdot {\frac {x^{2}}{v_{0}^{2}\cdot cos^{2}\alpha }}}
Iz te jednadžbe lako se izračuna domet D, a to je ona točka gdje parabola siječe os x. Za tu točku je y = 0, a x = D:
{\displaystyle D={\frac {v_{0}^{2}}{g}}\cdot \sin 2\alpha }
Domet će biti najveći kada bude α = 45°, pa je:
{\displaystyle D_{max}={\frac {v_{0}^{2}}{g}}}
Projektil će postići svoju najveću visinu kada je x = D/2:
{\displaystyle x={\frac {v_{0}^{2}}{g}}\cdot \sin \alpha \cdot \cos \alpha }
Uvrstimo li tu vrijednost u jednadžbu parabole, dobit ćemo najveću dostignutu visinu:
{\displaystyle h={\frac {v_{0}^{2}}{2\cdot g}}\cdot \sin ^{2}\alpha }
Ukupno vrijeme leta projektila od izbacivanja iz oružja do udara u zemlju je:
{\displaystyle t={\frac {2\cdot v_{0}\cdot \sin \alpha }{g}}}
U zrakopraznom prostoru krivulja kosog hica je simetrična, to jest uzlazna grana jednaka je silaznoj. Međutim u zraku će zbog otpora zraka putanja biti nesimetrična i silazna će grana biti strmija od uzlazne. Ta krivulja kosog hica s nesimetričnim granama zove se balistička krivulja. Da bi se postigao što veći domet, mora biti velika početna brzina i veliki elevacijski kut, te najpovoljniji oblik projektila tako da bi on mogao ući u područje razrijeđenog zraka u stratosferu, gdje je otpor mnogo manji nego u nižem području, u troposferi, koja dosiže do 12 kilometara visine.